# Szybka kolej Pekin-Tiencin
Szybka kolej Pekin-Tiencin (chin. upr.: 京津城际铁路, chin. trad.: 京津城際鐵路) – linia kolejowa dużej prędkości o długości 114 km między Pekinem a Tiencinem w Chinach. Została oddana do użytku 1 sierpnia 2008. Pociągi CRH kursują na tej linii z prędkością maksymalną 350 km/h. 
Czas podróży pomiędzy Pekinem (z Dworca Południowego) i Tiencinem został skrócony z 70 minut do 30 minut.